# Taula (okręg Bacău)
Taula – wieś w Rumunii, w okręgu Bacău, w gminie Oncești. W 2011 roku liczyła 82 mieszkańców.